# کی، کورنوال
کی (به انگلیسی: Kea) یک روستا و محله مدنی در بریتانیا است که در کورنوال واقع شده‌است. کی ۱٬۴۸۲ نفر جمعیت دارد.